# Frederik Torm
Frederik Emanuel Torm (født 24. august 1870 i Tschifu, Kina, død 3. november 1953 i København) var en dansk teolog. Han var søn af skibsreder Ditlev Torm.
Torm var dr. theol. og professor i Ny Testamente ved Københavns Universitet 1903-1940. Han var universitetets rektor i perioden 1924-25. Han var en af de tidligste kritikere i Danmark af den nazistiske udvikling i Tyskland i kirkepolitiske sammenhæng og udgav Kirkekampen i Tyskland 1933-39 (1939) om emnet. Fra 1921-1949 var han desuden formand for Den Danske Israelsmission.
Torm blev Ridder af Dannebrogordenen 1920, Dannebrogsmand 1925, Kommandør af 2. grad 1932 og af 1. grad 1940. Han er begravet på Assistens Kirkegård.

## Udgivelser
Frederik Torm har udgivet kommentaren: Paulus' Breve til Timoteus og Titus, indledede og fortolkede af Frederik Torm. Udgivet ved G. E. C. Gads forlag - København 1932.